# 土谷武
土谷 武（つちたに たけし、1926年10月11日 - 2004年10月12日）は、昭和後期から平成初期の日本の彫刻家の一人。
彼は主に、鉄や石といった素材を用いた作品を残している。1980年代以降は、「かたち」に注目し、そういった固い素材を使っているにもかかわらず『歩く鉄』や『開放 I』等、動きのある表現をしている作品が多い。

## 略歴
- 1943：京都市立美術工芸学校（現・京都市立芸術大学）彫刻科卒業
- 1949：東京美術学校（現・東京芸術大学）彫刻科卒業
- 1957：新制作協会会員となる
- 1961-1963：渡仏、パリの美術学校エコール・ノルマル・シューペリュール・デ・ボザールで学ぶ
- 1968：多摩美術大学彫刻科教授となる（～1973年）、第9回平櫛田中賞受賞[5]
- 1975：第6回中原悌二郎賞優秀賞
- 1980：日本大学芸術学部美術学科教授となる（～1996年）
- 1990：第21回中原悌二郎賞受賞
- 1994：芸術選奨文部大臣賞受賞[6]
- 1995：第36回毎日芸術賞受賞[7]
- 1996：紫綬褒章受章

## 展覧会
- 1951：第15回新制作展(東京都美術館)
- 1953：第17回新制作展
- 1960：国際具象派美術展 (銀座松坂屋)
- 1960：第3回国際具象派美術展(銀座松坂屋)
- 1965：個展(秋山画廊)
- 1965：第8回日本国際美術展(東京都美術館)
- 1966：第17回現代秀作美術展(日本橋三越)
- 1973：第1回彫刻の森美術館大賞展で優秀賞受賞
- 1975：第13回アントワープ国際野外彫刻展
- 1979：第1回ヘンリー・ムーア大賞展(彫刻の森美術館)で優秀賞受賞
- 1996：素材とかたち（茨城県近代美術館）
- 1997：個展（伊丹市立美術館）、超克するかたち（千葉市美術館）
- 1998-1999：土谷武展―しなやかな造形、生成するかたち（東京国立近代美術館、京都国立近代美術館、茨城県近代美術館）[2]
- 2006：「土谷 武展　呼応する空間」（中原悌二郎記念旭川市彫刻美術館）

## 主な作品所蔵先
- 京都国立近代美術館[8]
- 東京国立近代美術館[9]
- 神奈川県立近代美術館
- 北海道立近代美術館
- いわき市立美術館
- 宇都宮美術館
- ときわミュージアム野外彫刻展示場[10]
- 札幌芸術の森
- 愛知県美術館[11]
- 大江町役場[12]

## 作品集
土谷 武『TSUCHITANI TAKESHI―土谷武作品集』美術出版社、1997年。ISBN 978-4568103137。